# NK Nedelisce
NK Nedelišće is een Kroatische voetbalclub uit Nedelišće.